# 吴理之
吴理之（？—），男，汉族，湖南沅江人，中华人民共和国政治人物。现任中国道教协会副会长，湖南省道教协会副会长，邵阳市道教协会会长。第十四届全国政协委员。